# 纏

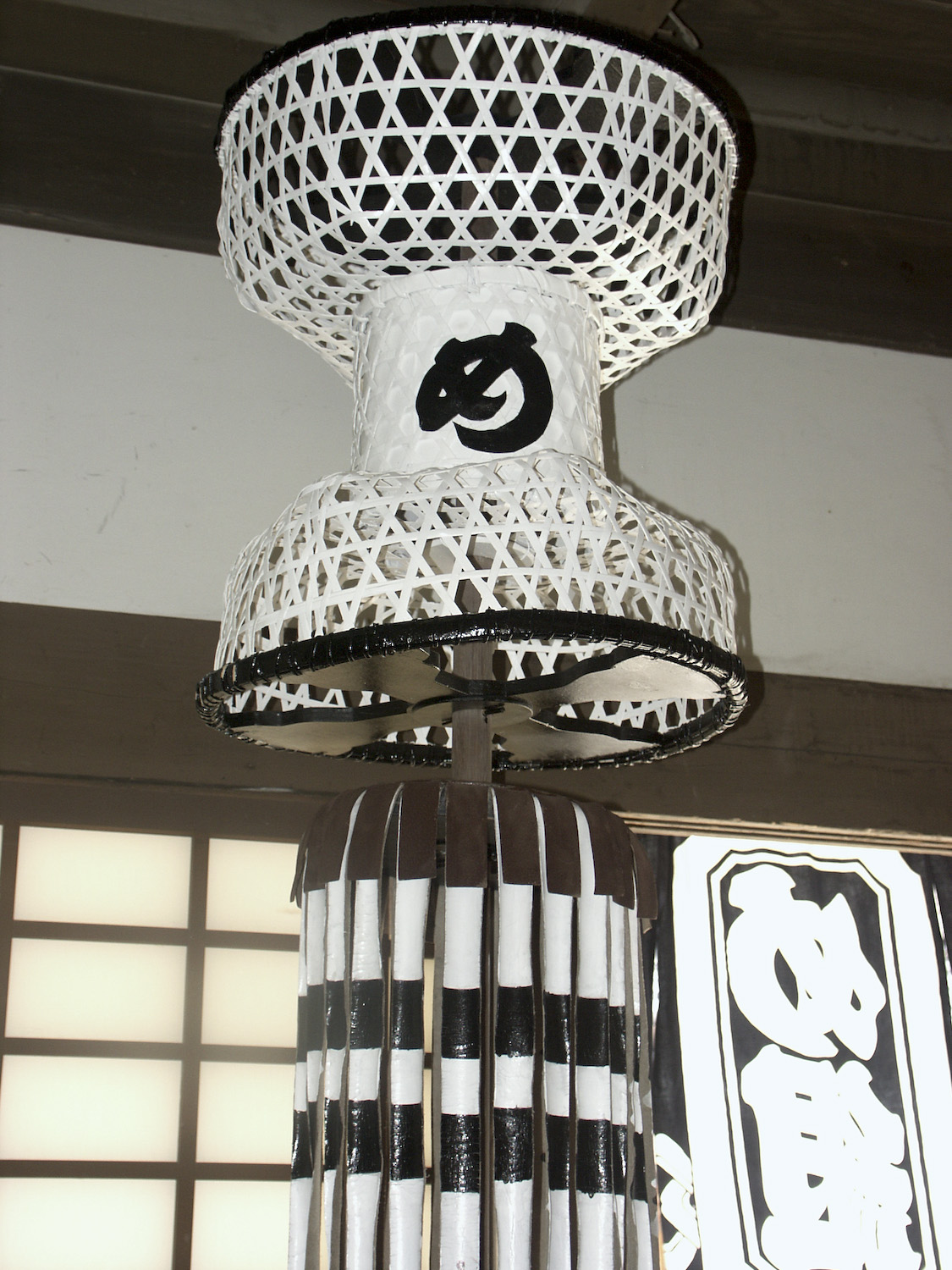
め組の纏（東映太秦映画村で再現されたもの）

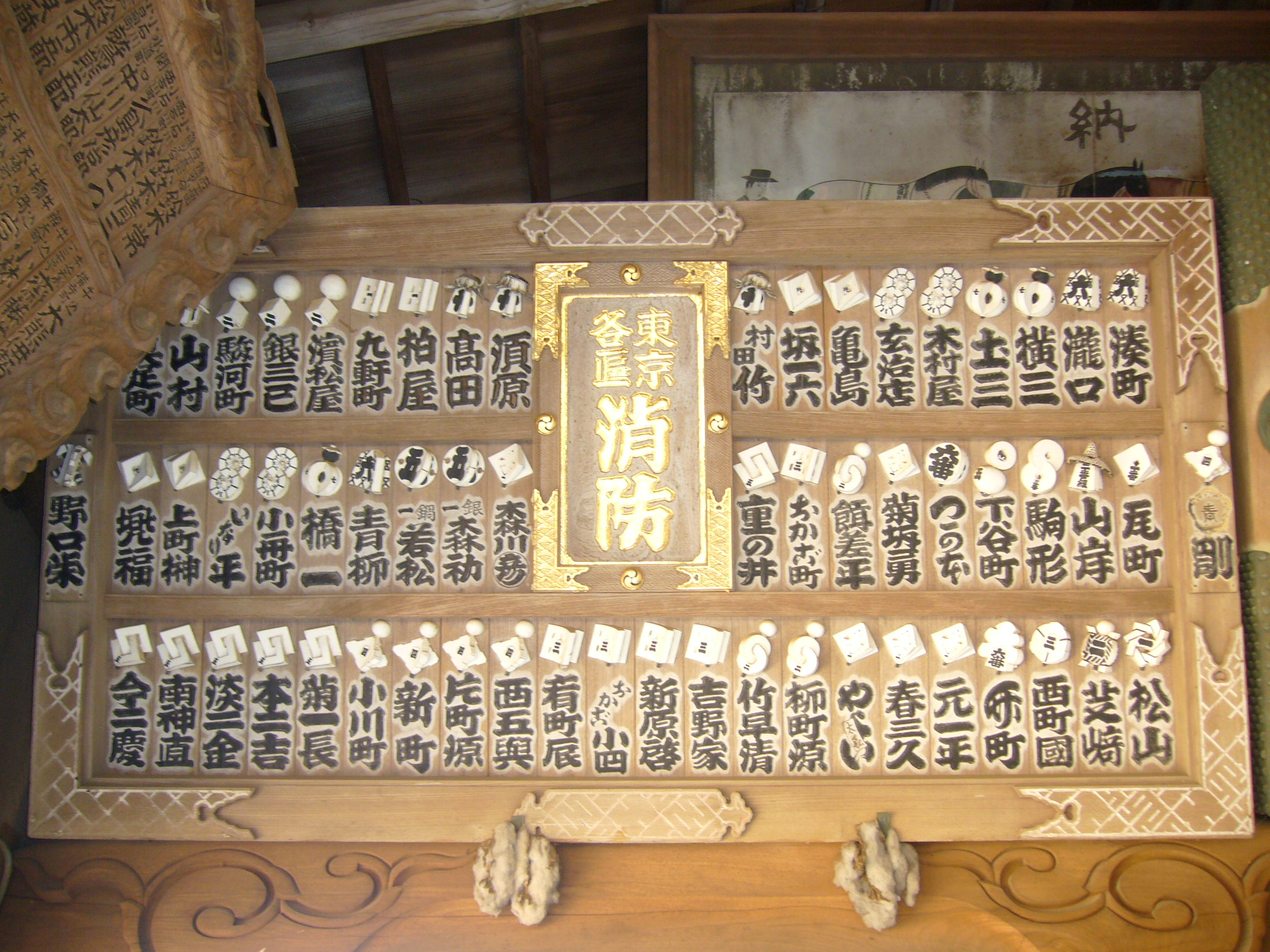
東京の消防から奉納された、纏をデザインした額（香取市山倉大神）

纏（まとい）とは、江戸時代に町火消の各組が用いた旗印の一種。

## 概要
各組により様々な意匠が凝らされており、概ね、上部に組を表す頭があり、馬簾（ばれん、上部から垂れ下がった細長い飾り）と呼ばれる紙や革製の房飾りがついて、手に持って振り上げたり回転させると踊るようになっている。下部は木の棒の柄になっている。重量は15-20キログラム前後とかなり重いもので、担いで走ったり、持ったまま梯子に登る、屋根の上で振り回す等の取り扱いには、かなりの腕力が必要である。
組のうちで体力、威勢ともに優れたものが「纏持ち」に任命された。現場で纏持ちは火事場の風下の屋根の上にあがり、纏を振りたてて消火活動の目印とするとともに、仲間たちの士気を鼓舞した。纏持ちの上がった家が焼ければ纏も纏持ちと一緒に燃えてしまうため、「纏を焼くな」とばかり各自が必死に働いたのである。
2000年8月現在、社団法人江戸消防記念会に88本の纏が保存されている。江戸以外の地方でも、纏を使っていた火消がある。石川県金沢市の「加賀纏」は地元の伝統工芸である金箔貼りが特徴で、現在も市内の49消防団全てが保有している。現役の職人も一人おり、市外からの修理依頼もある。
消防団のマーク（団章）は、桜の花の中に纏の「頭」の横断面を配したものである。

## 歴史
江戸の大半を焼失する明暦の大火後の1658年（万治元年）には江戸中定火之番（定火消）が設置され、江戸では、町人が住む地域の火災は「いろは」の組に分かれた町火消による消火が行われた。火災時には旗本が火消屋敷に常駐している臥煙と呼ばれる消防員の指揮をとり出動していたが、その際に用いた馬印が、纏の始まりになったといわれる。
また、東京消防庁によると、1720年（享保5年）4月、大岡越前守が町火消にも纏を持たせ士気の高揚を図った、と説明されている。この当時の纏は纏幟（のぼり）と呼ばれた幟形式のもので、火災出場区域や火災現場心得などが書かれており、いろは48本に本所・深川の16本を合わせて64本あった。
全ての纏の馬簾に黒線が入るようになったのは1872年（明治5年）に町火消が消防組と改称されて以後である。